# Always on the Run
Always on the Run (englisch für „Immer auf der Flucht“) ist ein Lied des deutschen Popsängers Isaak Guderian. Das Stück war der deutsche Beitrag zum Eurovision Song Contest 2024.

## Entstehung und Artwork
Geschrieben wurde das Lied vom Interpreten selbst, zusammen mit den Koautoren Leo Jupiter, Kevin Lehr und Greg Taro. Lehr zeichnete darüber hinaus auch für die Abmischung, Instrumentierung und Produktion verantwortlich. Die Produktion sowie das Einspielen des Keyboards tätigte er gemeinsam mit Jupiter. Ebenfalls am Keyboard zu hören ist Guderian, der auch zusammen mit Lehr die Gitarre einspielte. Neben Gitarre und Keyboard spielte Lehr zusätzlich die Bassgitarre ein. Das Mastering erfolgte unter der Leitung des Berliner Tontechnikers Lex Barkey.
Auf dem Frontcover der Single sind – neben Liedtitel – Isaak sowie Teile des Liedtextes zu sehen. Darunter befindet sich auch ein B-Teil der zweiten Strophe, welcher nicht Teil der Studioversion ist, sondern nur von Isaak live aufgeführt wird. Guderian trägt ein rotes T-Shirt, eine Halskette sowie eine schwarze Jacke; während er in der Dämmerung im Freien unterwegs ist, von einem Licht angestrahlt wird und seinen Blick nach rechts in die Ferne gerichtet hat.

## Veröffentlichung und Promotion
Die Erstveröffentlichung von Always on the Run erfolgte als Single am 19. Januar 2024. Diese erschien als Einzeltrack zum Download und Streaming bei Good Kid Records, in Zusammenarbeit mit den Musiklabels Island Records und Polydor. Der Vertrieb erfolgte durch Universal Music, verlegt wurde das Lied durch Edition Paradise Berlin.
Um das Lied zu bewerben, erfolgte unter anderem ein Liveauftritt zur Hauptsendezeit in der Eurovisionsshow Verstehen Sie Spaß? am 20. April 2024.

## Eurovision Song Contest – Das deutsche Finale 2024

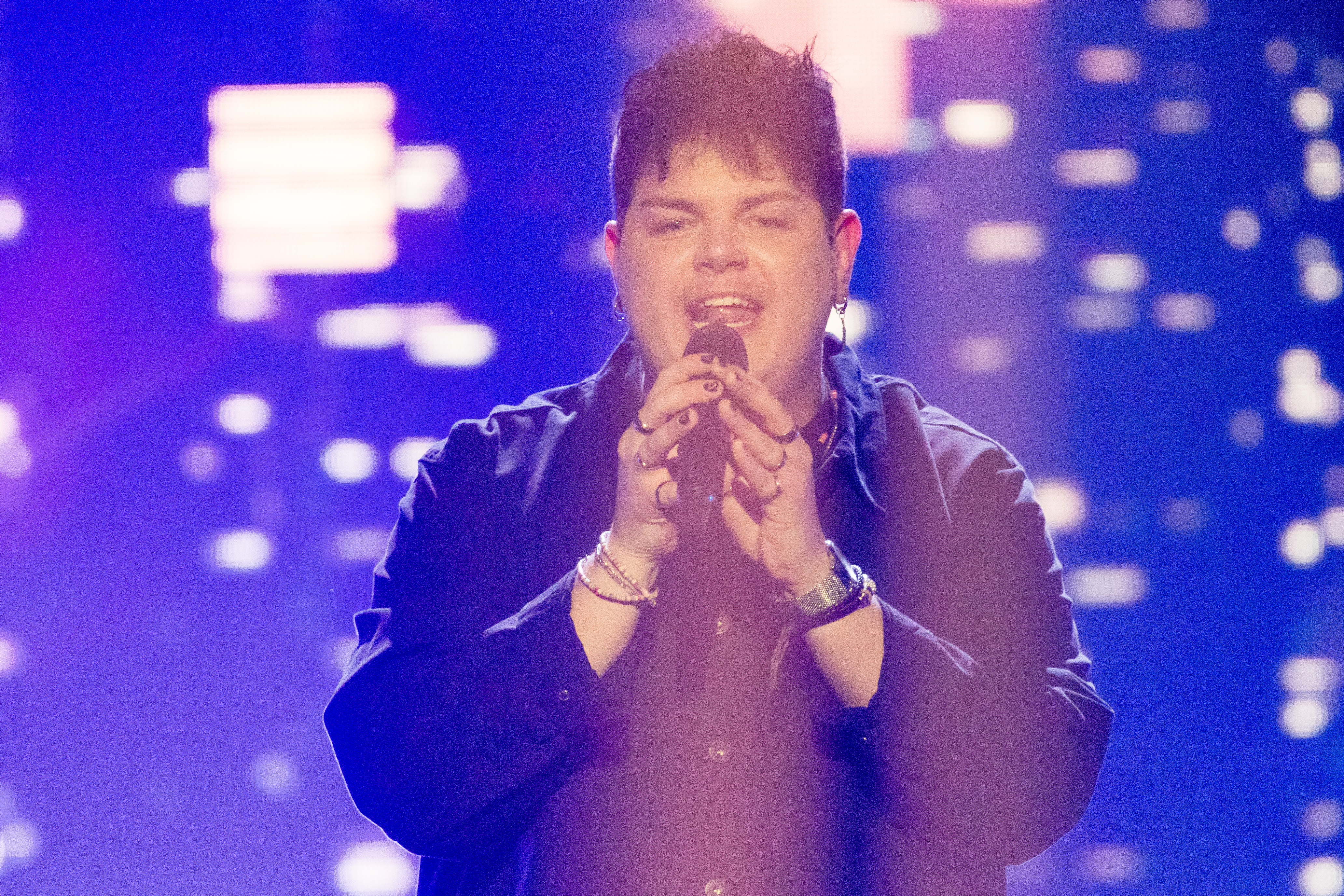
Isaak Guderian bei den Proben zum ESC-Vorentscheid

Am 16. Februar 2024 nahm Isaak Guderian bei Eurovision Song Contest – Das deutsche Finale 2024 teil, der deutschen Vorentscheidung zum Eurovision Song Contest 2024. Er war dabei einer von neun Teilnehmern und trat mit der dritten Startnummer auf.
Wie im Vorjahr wurde das Ergebnis der Vorentscheidung zu 50 % durch professionelle Jurys aus acht europäischen Ländern und zu 50 % durch eine Publikumsabstimmung in Deutschland per Telefon-, SMS- und Onlinevoting bestimmt. Guderian lag bereits nach den Jurypunkten in Führung, wo er zunächst einen Vorsprung von 19 Punkten auf Max Mutzke vorweisen konnte. Die Punkte wurden danach, nach dem 12-Punkte-Schema, umgerechnet. Bei den Zuschauern lag Guderian auch in Führung, womit er sich mit der Höchstpunktzahl von 24 Punkten gegen Forever Strong von Mutzke (20 Punkte) und Oh Boy von Ryk (13 Punkte) durchsetzen konnte. Damit konnte Guderian am 68. Eurovision Song Contest vom 7. bis 11. Mai 2024 teilnehmen. Deutschland zählt zu den Ländern, die automatisch für das Finale qualifiziert sind.
Für das Finale bekam Deutschland den dritten Startplatz zugeteilt und erreichte mit 117 Punkten den zwölften Platz. Davon entfielen 99 Punkte auf die Jurys, wo der Titel auf dem zehnten Platz lag, und 18 Punkte auf die Zuschauer, wo er den 19. Platz belegte. Isaak belegte damit den besten Platz für Deutschland seit sechs Jahren, erfolgreicher war zuletzt Michael Schulte mit You Let Me Walk Alone im Jahr 2018.

## Inhalt
Der Liedtext zu Always on the Run ist in englischer Sprache verfasst; der Titel bedeutet ins Deutsche übersetzt „Immer auf der Flucht“. Die Musik und der Text wurden gemeinsam von Isaak Guderian, Leo Jupiter, Kevin Lehr und Greg Taro verfasst beziehungsweise komponiert. Musikalisch bewegt sich das Lied im Bereich der Popmusik. Das Tempo beträgt 110 Schläge pro Minute. Die Grundtonart ist b-Moll. Inhaltlich geht es in dem Lied um den eigenen inneren widersprüchlichen Geist, vor dem der Sänger auf der Flucht ist. Er greift dabei unter anderem Gegensätze wie Licht und Schatten, Freude und Trauer oder auch Selbstzweifel und Selbstvertrauen auf.
Ende Februar 2024 wurde bekannt, dass Guderian eine Textzeile für den ESC umschreiben müsse. Es handelt sich dabei um die Zeile: „No one gives a shit about what’s soon to come“ (englisch für „Niemand schert sich darum, was uns bald ins Haus steht“), die aufgrund des Schimpfwortes „shit“ gegen das Regelwerk des Wettbewerbs verstößt.
Aufgebaut ist das Lied auf einem Intro, zwei Strophen, einem Refrain, einer Bridge und einem Outro. Es beginnt mit dem Intro, das lediglich aus der Refrainzeile „Run, na-na-ayy, run, na-na-ayy“ besteht. Darauf folgt die erste Strophe, die als Zehnzeiler verfasst wurde. An diese schließt sich zunächst der fünfzeilige Prechorus an, ehe der eigentliche Refrain einsetzt. Dieser setzt sich wiederum aus vier Zeilen zusammen. Der gleiche Aufbau wiederholt sich mit der zweiten Strophe, nur dass diese um die Hälfte gekürzt wurde. Nach dem zweiten Refrain erfolgt als musikalisches Zwischenspiel die Bridge, die als Achtzeiler geschrieben wurde, ehe das Lied mit dem Outro endet. Dieses stellt eine Wiederholung der Bridge, allerdings mit einem Begleitgesang nach jeder Zeile, dar.
| „I’m always on the run, na-na-ayy, run, na-na-ayy. Run, na-na-ayy, run, na-na-ayy. (It’s like I’m on the) Run, na-na-ayy, run, na-na-ayy. Run, na-na-ayy, run, na-na-ayy.“ – Refrain, Originalauszug | „Ich bin immer auf der Flucht, na-na-ey, Flucht, na-na-ey. Flucht, na-na-ey, Flucht, na-na-ey. (Es ist, als wär ich auf der) Flucht, na-na-ey, Flucht, na-na-ey. Flucht, na-na-ey, Flucht, na-na-ey.“ – Refrain, Übersetzung |

## Musikvideo
Das Musikvideo zu Always on the Run feierte seine Premiere am 19. Januar 2024 auf YouTube. Dieses lässt sich in zwei Abschnitte teilen, die immer wieder im Wechsel zu sehen sind. Einerseits zeigt es Isaak Guderian, der in der Nacht, während eines Gewitters, auf einer Parkbank platzgenommen hat und das Lied singt. Zum anderen zeigt es die Geschichte eines Mannes (gespielt von Skandar Amini), der im Gefühlschaos zwischen zwei Frauen steht (gespielt von Sasha Gordiiash und Romy Paul).
Die Gesamtlänge des Videos beträgt 3:25 Minuten. Die Regie führte der Hamburger Filmemacher Kevin Hensler. Bis Januar 2025 zählte das Video über 2,7 Millionen Aufrufe auf der Videoplattform YouTube.

## Mitwirkende
| Liedproduktion - Lex Barkey: Mastering - Isaak Guderian: Gesang, Gitarre, Keyboard, Komposition, Liedtext - Leo Jupiter: Keyboard, Komposition, Liedtext, Musikproduktion - Kevin Lehr: Abmischung, Bassgitarre, Gitarre, Keyboard, Komposition, Liedtext, Musikproduktion - Greg Taro: Komposition, Liedtext Unternehmen - Edition Paradise Berlin: Musikverlag - Good Kid Records: Musiklabel - Island Records: Musiklabel - Polydor: Musiklabel - Universal Music: Vertrieb | Musikvideo - Skandar Amini: Schauspielende Person - Amelie Baumgärtner: Styling - Franziska Goll: Styling-Assistenz - Sasha Gordiiash: Schauspielende Person - Kevin Hensler: Kamera, Regie, Schnitt - Juliane Krauß: Szenenbild - Tom Lonitz: Beleuchtung - Nike Ohm: Schminke - Romy Paul: Schauspielende Person |

## Rezensionen
Arne Willander vom Rolling Stone ist der Meinung, dass man mit Always on the Run und dem 2024er ESC-Vorentscheid auf der Flucht vor Trends sei. Always on the Run türme sich selbst mit wuchtigen Trommeln auf und Guderian trolle sich drollig zum „Run, run, run“, dazu Feuerwerk. Ältere Zuhörer würden sich an John Farnham und Midnight Oil erinnert fühlen können: „Trommeln, ein flammender Stammes-Chor und Tonnen von Pathos nebst Stimmenverzerrer“.
Der Rezensent von laut.de ist der Meinung, dass die Aussichten für den Eurovision Song Contest düster wirken. Im Vergleich zu Max Mutzke und Ryk schneide Guderians gesangliche Leistung eher durchschnittlich ab, auch die Titelauswahl verwundere. Always on the Run bleibe kaum im Ohr, der ominöse Liedtext sei Programm: „I am nothing but the average even though I’m special to some. I can’t refuse, I’m going under. No one gives a shit about what’s soon to come.“ (englisch für „Ich bin nichts als der Durchschnitt, auch wenn ich für manche besonders sein mag. Ich kann es nicht verhindern, ich gehe unter. Niemand interessiert sich einen Dreck um das, was bald kommen wird.“) Wer den ESC gewinne, scheine allerdings ohnehin oft unberechenbar und qualitativ fragwürdig. Mittelmäßige Pop- und Schlager-Nummern hätten seit eh und je die größte Erfolgsquote. Guderian habe daher wohl dieselben Chancen wie alle anderen auch. Der Rezensent drücke ihm jedenfalls, trotz allem Zynismus, die Daumen.

## Chartplatzierungen
Always on the Run verfehlte zunächst den Einstieg in die deutschen Singlecharts, konnte sich jedoch auf Rang zwei der Single-Trend-Charts platzieren (23. Februar 2024). In den Midweekcharts der gleichen Verkaufswoche schaffte es das Lied noch auf Rang 56. Nach dem Auftritt beim Eurovision Song Contest gelang schließlich der Sprung auf Rang 22 der Singlecharts am 17. Mai 2024. Die Single platzierte sich sechs Wochen am Stück in den Top 100, letztmals am 21. Juni 2024. In den Midweekcharts der gleichen Verkaufswoche belegte Always on the Run noch Rang 21. Darüber hinaus erreichte das Lied die Chartspitze der deutschen Downloadcharts, Rang sieben der New Entry Airplaycharts sowie Rang 15 der Airplaycharts. 2024 belegte Always on the Run Rang 45 der deutschen Airplay-Jahrescharts.
In der Schweiz stieg das Lied am 19. Mai 2024 für eine Woche auf Rang 58 und in Österreich am 21. Mai 2024 für eine Woche auf Rang 69 ein.
Für Isaak avancierte Always on the Run zum ersten Charthit seiner Karriere in den drei Ländern.
| ChartsChartplatzierungen | Höchstplatzierung | Wochen |
| ------------------------ | ----------------- | ------ |
| Deutschland (GfK)        | 22 (6 Wo.)        | 6      |
| Österreich (Ö3)          | 69 (1 Wo.)        | 1      |
| Schweiz (IFPI)           | 58 (1 Wo.)        | 1      |